# The In Between
The In Between là một bộ phim lãng mạn khoa học viễn tưởng của Mỹ năm 2022 do Arie Posin đạo diễn, Marc Klein viết kịch bản và có sự tham gia của Joey King và Kyle Allen. Phim được phát hành vào ngày 11 tháng 2 năm 2022 trên Paramount+ và vào ngày 8 tháng 4 năm 2022 trên Netflix.

## Diễn viên
- Joey King ...	Tessa
- Kyle Allen ...	Skylar
- Kim Dickens ...	Vickie
- John Ortiz ...	Mel
- Celeste O'Connor ...	Shannon
- Donna Biscoe ...	Doris
- April Parker Jones ...	Jasmine
- Leander Suleiman	...	Bác sĩ Rita Sarkisian
- Jeffrey Vincent Parise	...	Julian
- Diany Rodriguez	...	Cô Duffy
- Curt Cloninger	...	Sherman
- Drake Rodger	...	Judd
- Nicholas Stargel	...	Cortez
- Brooke Jaye Taylor	...	Leigh
- Jadon Cal	...	Billy

## Sản xuất
Vào ngày 24 tháng 2 năm 2021, có thông báo rằng Arie Posin sẽ đạo diễn một bộ phim cho Paramount+. Cùng ngày, bộ phim được công bố cùng với Paranormal Activity: Next of Kin và một bộ phim Pet Sematary sắp ra mắt, với Joey King được tiết lộ là một phần của dàn diễn viên. Vào tháng 4 năm 2021, April Parker Jones, Celeste O'Connor, Donna Biscoe, Kyle Allen, John Ortiz và Kim Dickens được tiết lộ là một phần của dàn diễn viên của phim.

## Phát hành
Phim được phát hành vào ngày 11 tháng 2 năm 2022 trên Paramount+. Netflix đã phân phối bộ phim bên ngoài Hoa Kỳ, phát hành vào ngày 8 tháng 4 năm 2022.

## Đánh giá
Bộ phim nhận được đánh giá trái chiều từ các nhà phê bình. Trang web tổng hợp đánh giá Rotten Tomatoes đã báo cáo tỷ lệ tán thành là 64%, với điểm trung bình là 5,80/10, dựa trên 11 bài đánh giá.